# 沙巴威
沙巴威（1956年7月5日—），前马来西亚沙巴州实必丹国阵巫统国会议员 。